# غار برفی

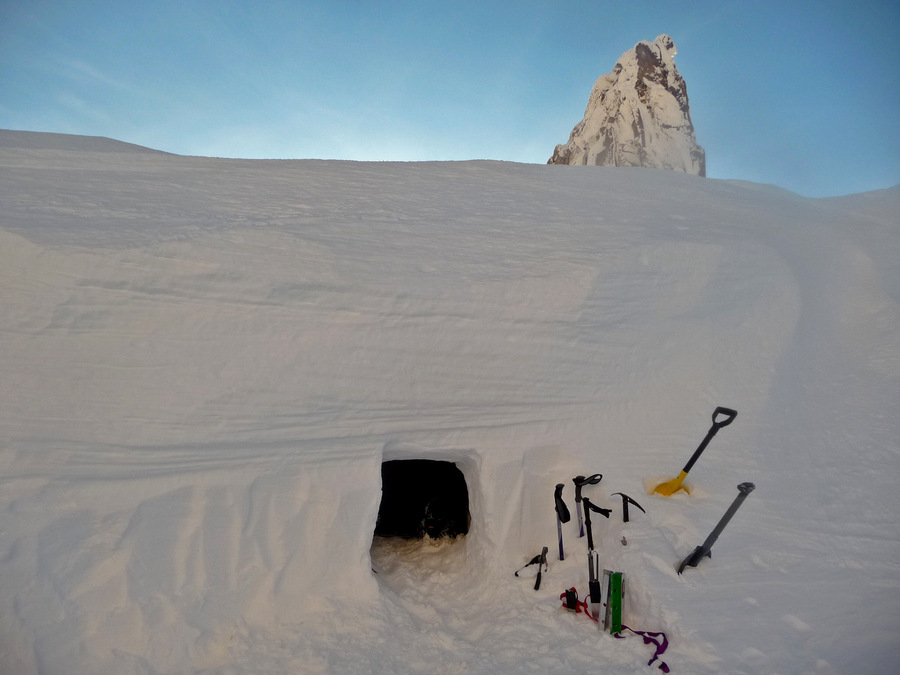
نمایی از ورودی یک غار برفی در آمریکا - ۲۰۱۱

غار برفی نوعی سرپناه است که برای در امان ماندن از سرما و باد توسط برخی حیوانات یا کوهنوردان استفاده می‌شود در صورتی که غار برفی خوب ساخته شود می‌تواند دمایی حدود صفر درجه و حتی بالاتر داشته باشد در حالی که هوای بیرون از آن منفی ۴۰ درجه است.